# La Meurdraquière
La Meurdraquière ist eine französische Gemeinde mit 195 Einwohnern (Stand 1. Januar 2022) im Département Manche in der Region Normandie. Sie gehört zum Kanton Bréhal und zum Arrondissement Avranches. 
Sie grenzt im Norden an Ver, im Osten an Gavray-sur-Sienne, im Südosten an Équilly, im Süden an Folligny, im Südwesten an Saint-Sauveur-la-Pommeraye und im Westen an Le Loreur.

## Bevölkerungsentwicklung
| Jahr      | 1962 | 1968 | 1975 | 1982 | 1990 | 1999 | 2008 | 2018 |
| --------- | ---- | ---- | ---- | ---- | ---- | ---- | ---- | ---- |
| Einwohner | 230  | 194  | 182  | 157  | 150  | 145  | 161  | 179  |

## Sehenswürdigkeiten
- Kirche Saint-Martin,  Monument historique

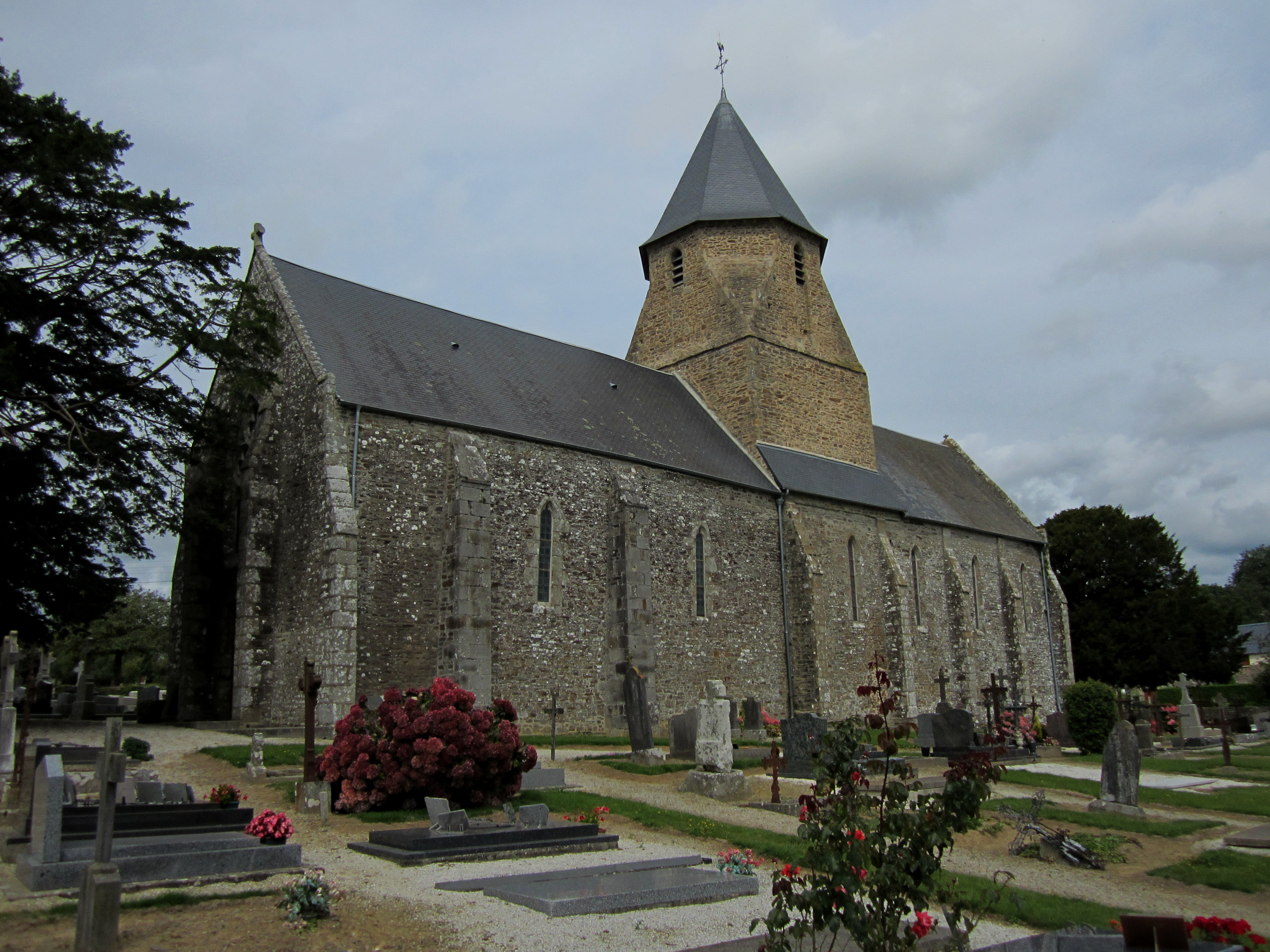
Kirche Saint-Martin